# هيكتور غونزاليس بايزا
هيكتور غونزاليس بايزا (بالإسبانية: Héctor González Baeza)‏ هو دراج إسباني، ولد في 16 مارس 1986 في باراكالدو في إسبانيا.

## وصلات خارجية
- هيكتور غونزاليس بايزا على موقع أرشيف الدراجات (الإنجليزية)
- هيكتور غونزاليس بايزا على موقع إحصائيات الدراجات الإحترافية (الإنجليزية)
- هيكتور غونزاليس بايزا على موقع نسبة الدراجات (الإنجليزية)
- هيكتور غونزاليس بايزا على موقع CycleBase (الإنجليزية)